# Marabu africký
Marabu africký či čáp marabu (Leptoptilos crumeniferus) je velký pták, kterého řadíme do čeledi čápovitých (Ciconiidae). Obývá africký kontinent jižně od Sahary, téměř celou střední, východní a malou část jižní Afriky. Spatřit ho můžeme jak ve vlhkých, tak ve vyprahlých lokalitách, často poblíž území obývaných člověkem. Příbuzným, dávno vyhynulým zástupcem obřích rozměrů, byl indonéský druh Leptoptilos robustus.

## Popis
Marabu africký je nepříliš vzhledný a masivní pták, který běžně dosahuje výšky nad 150 cm, hmotnosti kolem 9 kg a rozpětí křídel přinejmenším 3,2 m, což ho činí jedním z největších čápů na světě. Na rozdíl od většiny zástupců čápovitých dokáže marabu africký téměř celou hlavu i s krkem zatáhnout a skrýt pod peřím podobně jako volavky. Je nezaměnitelný díky své velikosti, holé hlavě a krku, černým zádům a bílému břichu. Má narůžovělý až světle červeně purpurový vak, který se s nacpanou potravou dokáže zvětšit až na délku větší jak 30 cm od základu zobáku. Nápadný je i veliký růžovočerný lalok na hrdle. Pohlaví jsou si velice podobná, mladší pták má snědší peří a menší lalok. Létá i ve velkých výškách a teplé vzdušné proudy ho vynáší do výšky přes 4000 m.

## Způsob života
Jako většina čápů je i marabu společenský a koloniální pták. Spolu s počátkem období dešťů (kdy je potrava nejlépe a nejsnadněji dostupná) si staví poměrně velké stromové hnízdo, do kterého klade dvě, maximálně tři vejce. Jako ostatní čápovití prožívá i marabu africký nepříliš hlučné, ale pozoruhodné námluvy, ve kterých hlavně samci využívají svůj lalok k vytváření nejrůznějších zvuků. Inkubační doba vajec je 29–31 dnů a mláďata se rodí na počátku období sucha, kdy přichází velká úmrtnost kvůli nedostatku vody. Pohlavní dospělosti dosahuje zvíře zhruba ve čtyřech letech a v přírodě se mohou dožít i 40 let.
I přesto, že je marabu čáp, při hledání mršin se chová spíše jako sup. Vznáší se ve velké výšce a svůj velký zobák používá k roztrhávání zahnívajícího masa zdechlin. Podobně jako sup má také holou hlavu a krk, což je adaptace, která mu brání, aby si znečistil peří při konzumaci své oblíbené potravy. Marabu africký se však živí i živými živočichy, většinou drobnými, ale často i většími savci, plazy, ptáky, i obojživelníky, zvláště pak termity, rybami, sarančemi, kobylkami, housenkami, žábami, hlodavci, holuby, dokáže ulovit i dospělého plameňáka. Rád si pochutná i na vejcích krokodýlů, plameňáků a jiných druhů ptáků, která rozbíjí díky svému silnému a špičatému zobáku. Naráz dokáže tento mrchožrout spolknout až 1 kg masa.

## Výskyt v Česku
V Česku byl marabu ve volné přírodě (patrně jako uprchlík z chovu) pozorován jednou: v květnu 2002 nejprve na rybníku Vyšatov u Křenovic a později pravděpodobně stejný kus na rybníce Naděje u Frahelže.

## Chov v zoo
Marabu africký je chován přibližně ve 130 evropských zoo. Mezi nimi také v šesti českých zoologických zahradách:
- Zoo Dvůr Králové
- Zoo Hluboká
- Zoo Jihlava
- Zoo Ostrava
- Zoo Praha
- Zoo Zlín

Na Slovensku je pak tento druh chován v Zoo Bojnice a Zoo Košice.

### Chov v Zoo Praha
V Zoo Praha patří tento druh mezi tradičně chované. První jedinec se do zoo dostal již tři roky po jejím otevření. Tento první samec žil v zoo po dobu deseti let. V 50. letech 20. se objevili další zástupci tohoto druhu. Přelomovým rokem se stal rok 1992. Tehdy přišel z ústecké zoo samec Oskar, který doplnil samici Otinu, jež žila v zoo již osm let a pocházela z volné přírody. Po úhynu Otiny byla připojena k Oskarovi jiná geneticky cenná samice pocházející rovněž z přírody. Dostala jméno Mařena. Uhynula roku 2010. Oskar žije v zoo dosud a funguje jako pěstoun. Odchovává totiž podsazená mláďata pocházející z jiných spolupracujících zoo. Mezitím se do Zoo Praha dostali další jedinci: samec Vilík z Tiergarten Schönbrunn ve Vídni, samec Mára ze Zoo Zlín, samice Ema z nizozemské Zoo Emmen a Romana z římského Bioparco di Roma. V roce 2014 se podařilo, že samice Ema i zkušený pražský Oskar odchovali pěstounským způsobem dvě mláďata ze Zoo Dvůr Králové. Roku 2015 pěstounský samec odchoval 3 mláďata. V roce 2016 byl úspěšný nový chovný pár – vyvedl dvě mláďata. V roce 2017 bylo odchováno jedno mládě – samice. Ke konci roku 2017 byli chováni tři samci a dvě samice. 30. 1. a 1. 2. 2018 se Vilíkovi (Vildovi) a Emě vylíhla dvě mláďata, která byla úspěšně odchována. Další dvě mláďata se vylíhla 25. 1. 2019. V průběhu ledna 2020 přišla na svět tři mláďata.
Do roku 2014 se podařilo odchovat 22 mláďat.
Tento druh je k vidění v dolní části zoo v expozičním celku Vodní svět a opičí ostrovy společně voduškami.